# Simulador cuántico universal
Un simulador cuántico universal es un tipo de simulador cuántico que fue propuesto por Richard Feynman en 1982, extendiendo las ideas de la computación analógica a los sistemas descritos por la mecánica cuántica.
Feynman mostró que una máquina de Turing clásica que simulara fenómenos cuánticos tendría un coste exponencial, frente al que tendría otro sistema cuántico. David Deutsch en 1985 extendió estas ideas y describió un computador cuántico universal. En 1996, Seth Lloyd mostró que un computador cuántico estándar puede ser programado para simular eficientemente cualquier otro sistema cuántico local.
Un sistema cuántico de muchas partículas se describe matemáticamente por un espacio de Hilbert cuya dimensión crece de manera exponencial con el número de partículas. Por lo tanto, una forma simple de simular un sistema así en un ordenador clásico requerirá de un tiempo de cálculo que también será una función exponencial del número de partículas. Sin embargo, es concebible la simulación más eficiente de un sistema cuántico mediante un ordenador cuántico que use un número de qubits similar al número de partículas del sistema original, en un tiempo. Lloyd mostró que esto es cierto para la clase de sistemas cuánticos conocidos como locales. Posteriormente, esto se ha extendido a clases más amplias de sistemas cuánticos.
Recientemente se han realizado simulaciones de sistemas cuánticos con dispositivos cuánticos.